# نديم أصفر
نديم أصفر (مواليد 1976 في بيروت، لبنان) هو مصور ومخرج أفلام فرنسي لبناني. يعيش حاليا ويعمل بين باريس وبيروت. درس التصوير السينمائي في أكاديمية لبنان للفنون الجميلة ألبا في بيروت ثم التصوير في المدرسة العليا الفرنسية لويس لوميير (باريس) قبل الانخراط في نظرية الفنون واللغات في كلية الدراسات العليا للعلوم الاجتماعية.

## عمله
يتأثر النهج الفني لنديم أصفار بشدة بالأسئلة العديدة التي تطرحها لغة وتقنية التصوير. تحاول صوره وأفلامه تصوير علاقته بالعالم الخارجي. وهو يستكشف العلاقات بين الجهاز والجسم والفضاء، وهو ينتج أعمالًا تستكشف الزمان والمكان، سواء في المناطق الداخلية أو في عالم المنزل الحميم أو في المساحات الواسعة من المناظر الطبيعية. يلبي عمله الاعتبارات المرئية والصوتية والشعرية والجمالية والفلسفية والأنثروبولوجية بسبب خلفيته التجريبية والنظرية على حد سواء.
قدم أول معرض منفرد له «حيزران» في غاليري فادي مغابب (بيروت)، في عام 2004. في عام 2005، كان جزءًا من «الصور المعاصرة للعرب»، وهو معرض جماعي للمصورين العرب في معهد العالم العربي في باريس. وقد عرض مجموعة مختارة شاملة من الأعمال في «العالم غير المادي»، الذي نظمته نيلا كيتانيه كونيجك وساندرا داغر في عام 2008. في عام 2009، تم اختيار مشروع «الحياة الداخلية» في معرض "Exposure"، وهو أول عرض سنوي لمركز بيروت للفن للفنانين الناشئين. نُشر العمل نفسه في العدد 20 / مجلة "Talent of Foam Magazine" وتم عرضه لاحقًا في كشك جاليري تانيت في صورة باريس.
السلسلة الشعبية التي قام بها هي الأبراج. كل قطعة عبارة عن تكوين شبكي لعدد متفاوت من الصور التي أطلقها نديم أصفر من شرفة شقته في مار مخايل، بيروت. تم عرض هذا العمل في جاليري تانيت وباريس فوتو ومقر FFA. استعاد في وقت لاحق هذا العمل في عام 2018 مع التركيز على الإيماءات والمواقف والتحركات الثابتة للمارة المجهولة وعلى مرور السيارات والدراجات النارية والشاحنات وغيرها من المركبات.

## روابط خارجية
- نديم أصفر على موقع IMDb (الإنجليزية)
- نديم أصفر على موقع ألو سيني (الفرنسية)
- نديم أصفر على موقع أول موفي (الإنجليزية)